# کفشک سیاه
کفشک سیاه (نام علمی: Rhombosolea retiaria) نام یک گونه از راسته کفشک‌ماهی است.